# Объём жёсткого диска

Динамика роста ёмкости жёстких дисков с 1980 года. Ось Y в логарифмическом масштабе, поэтому аппроксимирующая линия соответствует экспоненциальному росту

Объём жёсткого диска (также используются термины «размер», «ёмкость») — максимальное количество информации, которое способен вместить жёсткий магнитный диск.

## Ограничения ёмкости
По мере развития жёстких дисков их максимальная ёмкость стремительно увеличивалась. На пути этого увеличения время от времени возникали препятствия — ограничения широко используемых программных и аппаратных интерфейсов, используемых способов адресации, а также характеристики ПО. В этом списке приводятся существующие или существовавшие лимиты (большей частью исторические) в персональных компьютерах на размер жёстких дисков, разделов и/или файловых систем.
| Ограничение         | Описание |
| ------------------- | --- |
| 8 Мбайт             | Ограничение на диск в ОС CP/M (при общем числе не более 16 дисков) |
| 10,4 Мбайта         | Фиксированный размер диска в PC/XT: 306 цилиндров, 4 головки, 17 секторов на дорожку |
| 15 Mбайт            | Максимальный размер раздела для MS-DOS 1 и 2 при стандартном размере сектора |
| 16 Мбайт            | Предельный размер для FAT12 |
| 32 Мбайт            | Ограничение на размер раздела для MS-DOS 3 для файловой системы FAT16: размер кластера 2 Кбайта, не более 16 384 кластеров |
| 128 Мбайт           | Ограничение на размер FAT16 в MS-DOS 4: число кластеров до 65 526, размер кластера 2 Кбайта |
| 504 Мбайта          | Ограничение схемы адресации CHS (см. ниже) |
| 2 Гбайт             | Максимальный размер файловой системы FAT16 при 32-килобайтном кластере. Для Windows NT это величина за счёт 64-килобайтных кластеров равна 4 Гбайтам |
| 2,1 Гбайта          | Некоторые материнские платы выделяли 12 бит на хранение числа цилиндров (4095 × 16б × 63 → 2,1 Гбайт) |
| 3,2 Гбайт           | Ошибка некоторых Phoenix BIOS (4.03 и 4.04), приводящая к зависанию CMOS Setup, если диск превышает в размере 3277 Мбайт |
| 4 Гбайт             | Лимит на размер раздела FAT16 в Windows NT |
| 4 Гбайт             | Лимит раздела, создаваемого Windows NT 3.51/4.0 Workstation при установке (связано с тем, что при установке создаётся раздел FAT16, который затем конвертируется в NTFS) |
| 4,2 Гбайт           | Прямая трансляция числа секторов/головок методом последовательного уменьшения числа цилиндров в 2 раза и удвоения числа головок (т. н. Large или ECHS (Extended CHS)) приводила к лимиту в 1024 головки: 1024 × 128 × 63 × 512 → 4,2 ГБ |
| 7,8 Гбайт           | Лимит на размер системного диска Windows NT 4.0 |
| 7,9 Гбайт           | При уменьшении числа головок до 15 режим ECHS (revised ECHS) позволял получить конфигурацию методом удвоения с 15 × 2 × 2 × 2 = 240 головками, что давало предел в 7,9 Гбайт |
| 8,4 Гбайта          | Ограничение BIOS (см. ниже) |
| 32 Гбайта           | Искусственное ограничение на размер раздела FAT32 в Windows 2000, XP. Разделы большего размера система отказывалась форматировать. Причиной является рациональное использование ресурсов: FAT32 при большем размере раздела теряет производительность, а NTFS, напротив, при малом размере раздела (~10 GiB) слишком расточительна.                                        |
| 32 Гбайта           | Максимальный поддерживаемый размер диска Windows 95 |
| 33,8 Гбайт          | Большие диски содержат информацию о 16 головках, 63 секторах и 16 383 цилиндрах. При использовании реального числа цилиндров для вычисления (деления ёмкости на 16 × 63) оно получается больше, чем 65 535, что приводит к зависанию некоторых BIOS. Именно из-за этой проблемы на многих дисках того времени присутствовали джамперы, ограничивающие ёмкость до 32 Гбайт. |
| 128 Гбайт 137 Гбайт | Ограничение стандартов с ATA-1 по ATA/ATAPI-5 (см. ниже) |
| 128 Гбайт 137 Гбайт | Лимит в Windows XP SP1 на размер раздела NTFS (исправлено в SP2) |
| 128 Гбайт 137 Гбайт | Максимальный размер FAT32, создаваемый Windows 98 |
| 128 Гбайт 137 Гбайт | Максимальный размер SFS в ОС семейства Amiga |
| 2 Тбайта            | Максимальный размер всего диска (без учёта разделов), поддерживаемый MBR. Ограничения MBR: размер раздела, а также расстояние от начала раздела до контейнера (до начала диска в случае первичного раздела; до начала расширенного раздела в случае логических томов) — 32-битное число секторов, то есть оба параметра не могут быть больше 2 Тбайт                       |
| 2 Тбайта            | Максимальный размер файловой системы ext3 на 32-битной архитектуре |
| 2 Тбайта            | Максимальный размер раздела для загрузки Windows XP, Windows Vista, Windows 7 (в силу ограничений MBR) |
| 4 Тбайта            | Максимальный размер элемента массива mdraid при использовании формата метаданных 0.9 (2^32-1 сектора) |
| 8 Тбайт             | Предел FAT32 |
| 16 Тбайт            | Максимальный размер ext3 на 64-битной архитектуре (4-КБ блок), на Alpha при 8-КБ блоке может быть до 32 ТБ |
| 16 Тбайт            | Максимальный размер NTFS при 4-килобайтном кластере |
| 16 Тбайт            | Максимальный размер файловой системы ReiserFS 3.6 |
| 16 Тбайт            | Максимальный размер файловой системы ISO 9660, используемой на оптических дисках |
| 64 Тбайта           | Лимит на размер spanned-массива дисков в Windows 2003 |
| 256 Тбайт           | Максимальный размер файловой системы NTFS (при 64-килобайтном кластере) в существующих 32-битных реализациях. 48-битное LBA способно адресовать до {\displaystyle 2^{48}=256\times 2^{40}} байт, что составляет 256 ТиБ. К концу 2011 года на рынке имелись внутренние жёсткие диски объёмом не более 4 Тбайт                                                              |
| 512 Тбайт           | Рекомендуемый максимальный размер файловой системы exFAT |
| 4 Пбайта            | Лимит JFS при 4-килобайтном блоке |
| 8 Пбайт             | Лимит NFS |
| 137 Пбайт           | Лимит адресации секторов ATA-6 (48-битное LBA) |
| 1 Эбайт             | Максимальный размер ext4 |
| 8 Эбайт             | Лимит XFS |
| 16 Эбайт            | Лимит HFS+ |
| 64 Эбайта           | Теоретический максимальный размер файловой системы exFAT |
| 256 ЗиБ             | Максимальный размер файловой системы ZFS |
| 1 Йбайт             | Теоретический предел NTFS при 64-КБ блоках и 64-битной адресации (в настоящий момент используется 32-битная) |

### 504 Мбайта
Ограничение MS-DOS на допустимое число головок — 16 (1024 цилиндра, 63 сектора на дорожку, 16 головок, 512 байт на сектор).
Программное обеспечение времен начала 1990-х годов, такое как MS-DOS, использовало вызов Int 13h для работы с жёстким диском.
Адресация блоков диска в вызове Int 13h выглядит как номера цилиндра (англ. cylinder), головки (head) и сектора (sector) — C/H/S. При этом на C отводится 10 бит, на H — 8, на S — 6.
Обработчик Int 13h в BIOS вписывает эти номера в управляющие регистры контроллера IDE. В данных регистрах на C отводится 16 бит, на H — 4, на S — 8.
Совокупность обоих значений приводит к общему ограничению C/H/S = 10/4/6 бит (всего 20 бит), что позволяет адресовать {\displaystyle 2^{10}\times 2^{4}\times (2^{6}-1)=1024\times 16\times 63=1\,032\,192} секторов. При размере сектора в 512 байт это даёт 528 482 304 байт (504 Мбайта).
| Максимум               | BIOS        | IDE         | Общее ограничение |
| ---------------------- | ----------- | ----------- | ----------------- |
| Секторов на дорожку    | 63          | 255         | 63                |
| Поверхностей (головок) | 256         | 16          | 16                |
| Дорожек                | 1024        | 65536       | 1024              |
| Объём                  | 8 064 Мбайт | 127,5 Гбайт | 504 Мбайт         |

Данное ограничение стало ощутимым в 1994—1995 годах, примерно после появления первых микропроцессоров Pentium. Для его обхода была придумана трансляция значений CHS в коде обработчика Int 13h в BIOS. Среди алгоритмов трансляции был и LBA (англ. Linear Block Addressing), когда CHS-адрес преобразовывается в линейный адрес, который передаётся контроллеру диска.
Теоретически разные методы трансляции должны давать одинаковый результат, однако из-за особенностей некоторых её реализаций, а также организации структур данных (разделов) на дисках, информация, записанная на диск в одной трансляции, могла быть недоступна в других. Для смены режима трансляции диска необходимо было «переразбить» диск (пересоздать таблицу разделов), что приводило к потере всей записанной на него информации.

### 8,4 Гбайта
Максимально возможная величина для прерывания INT 13 — 1024 цилиндра, 63 сектора, 255 головок. Ограничение многих BIOS того времени (P1-P2): при попытке определить диск с размером больше 8 Гбайт компьютер зависал, так как число головок обязано быть меньше 256.
В интерфейсе Int 13h для номера цилиндра отведено 10 бит, для номера головки — 8, для номера сектора — 6, всего 24 бита. Это позволяет адресовать {\displaystyle 2^{10}\times 2^{8}\times (2^{6}-1)=1024\times 256\times 63=16\,515\,072} секторов, что при размере сектора в 512 байт даёт 8 455 716 864 байт (8064 Мбайта, 7,875 Гбайт).
К тому времени, когда это стало проблемой — примерно 1997—1998 годы, — массово использовались полноценные многозадачные ОС, такие как GNU/Linux, FreeBSD и Windows NT. Так как код Int 13h в BIOS никогда не разрабатывался с учётом многозадачности (в частности, он нагружает процессор бесконечным циклом в ожидании прерывания от контроллера), эти ОС не могли пользоваться Int 13h в своей работе. Вместо этого они — как ранее Novell NetWare — включали драйвер IDE, напрямую обращающийся к контроллеру. Это снимало связанные с Int 13h ограничения при работе уже загруженной ОС, но проблема с загрузкой (запуском загрузчика системы из раздела диска, расположенного за доступной для BIOS границей) оставалась.
Для решения проблемы разработчики BIOS расширили Int 13h новыми подфункциями, принимавшими номер сектора как 64-битное целое число (LBA) без деления на C/H/S. Разработчики ОС внедрили поддержку этого новшества в загрузчики (в Windows, например, это один из пакетов обновления для Windows NT 4.0 1997 года), после чего проблема перестала существовать.

### 128 Гбайт
Аппаратный интерфейс регистров IDE-контроллера стандартов с ATA-1 по ATA/ATAPI-5 использует 16 бит для номера C, 4 — для H и 8 — для S, всего 28 бит. Это позволяет адресовать {\displaystyle 2^{16}\times 2^{4}\times (2^{8}-1)=65536\times 16\times 255=267\,386\,880} секторов, что при размере сектора в 512 байт даёт 136 902 082 560 байт (127,5 Гбайт).
Решение проблемы с таким ограничением возможно только на аппаратном уровне (и обновления драйверов для использования новых возможностей). Оно было принято в стандарте ATA/ATAPI-6 в виде отправки адреса в контроллер дважды в определённой последовательности (48-bit LBA).
В семействе Windows поддержка 48-битного LBA была добавлена в SP4 для Windows 2000 и в SP2 для Windows XP. Кроме того, в Windows 2000 также требуется явно активизировать эту поддержку с помощью редактирования реестра.

### Другие ограничения
Помимо ограничений интерфейсов IDE и BIOS, имелись и другие барьеры — ошибки и лимиты в программах, ОС и коде BIOS.
Например, DOS не поддерживает работу с количеством головок больше 255, поэтому в этой операционной системе не приемлема разметка диска, в которой количество головок равно 256. Это означает, что в компьютерах, где в BIOS не поддерживалась трансляция с заменой количества головок 256 на 255, доступ к дискам объёмом больше {\displaystyle 2^{10}\times 2^{7}\times (2^{6}-1)=1024\times 128\times 63=8\,257\,536} секторов был под вопросом. При размере сектора в 512 байт это даёт 4 227 858 432 байт (4032 Мбайт, 3,94 Гбайт).